# Bennett Juniper
Bennett Juniper is een jeneverbesboom (Juniperus communis) in het Stanislaus National Forest in Tuolumne County in de Amerikaanse staat Californië. Hoewel de leeftijd van de boom onduidelijk is, wordt hij beschouwd als de oudste jeneverbes in de Verenigde Staten. Op basis van (onvolledige) boorkernen wordt zijn leeftijd op 3000 jaar geschat.

## Geschiedenis
Het gebied werd eeuwenlang bewoond door inheemse Amerikanen, maar er zijn geen historische vermeldingen bekend van de boom. De eerste vermelding dateert uit de jaren 1920, toen Baskische schaapherders een gigantische jeneverbes beschreven in een rapport aan hun werkgever: Ed Burgson. De natuurvorser Clarence Bennett ontmoette hem, en bezocht de boom. Bennett wilde de boom bestuderen en beschermen, en tegen de jaren 1950 had de United States Forest Service hem naar Bennett vernoemd. In de jaren 1950 werd er een weg aangelegd in de buurt en drong betere bescherming zich op. In 1963 plaatste de Bennett Juniper Association er een monument. De eigenaar van het land schonk het in 1978 aan The Nature Conservancy. Die organisatie kon de boom echter onvoldoende beschermen. De site leed onder het toenemende bezoek. John B. Dewitt van de Save the Redwoods League overtuigde zijn bestuur om deze boom – nochtans geen sequoia – ook te beschermen en in 1987 werd het perceel overgedragen. Sinds 1988 verblijft er een conciërge in de buurt. In 2018 werd de Bennett Juniper bedreigd door de natuurbrand Donnell Fire; brandweerlui konden de boom vrijwaren.

## Beschrijving
Hij is 24 meter hoog en heeft een gemiddelde kruinomvang van 17 meter. Op borsthoogte meet de stamomtrek 3,9 meter. Met die waarden is het de grootste jeneverbes in het National Register of Big Trees.